# Jutphaas

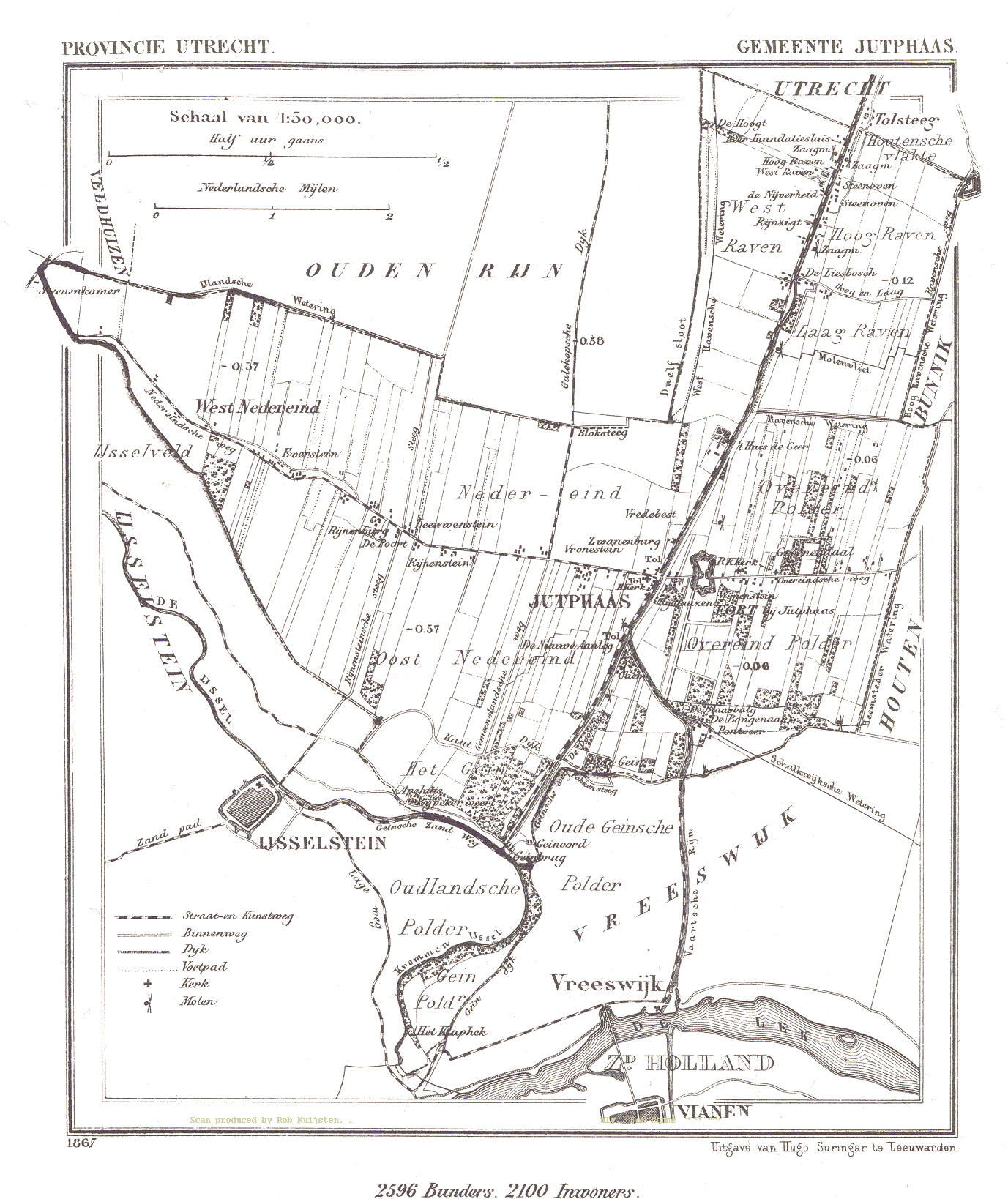
Kaart van de gemeente Jutphaas in 1867.

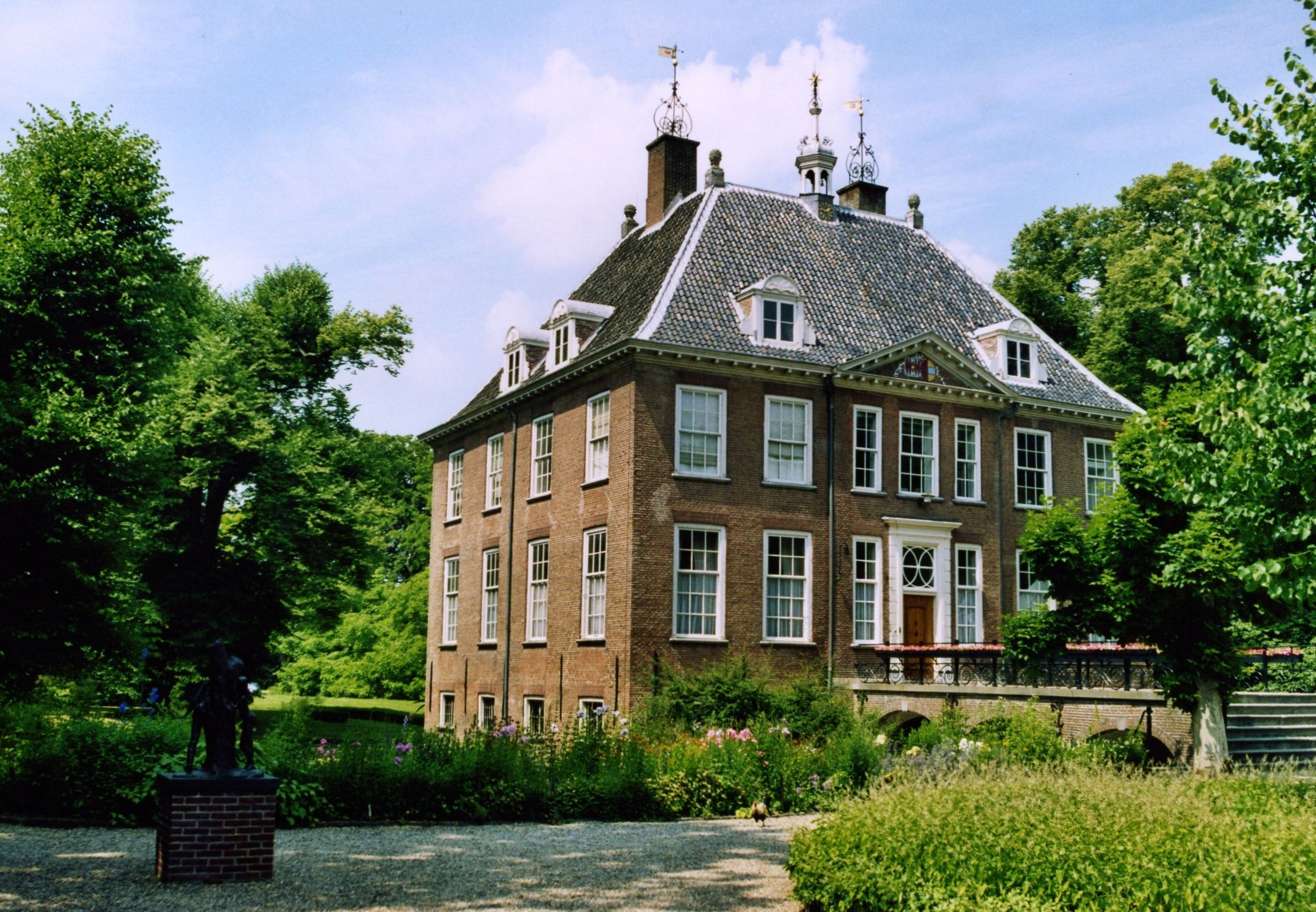
Kasteel Rijnhuizen.

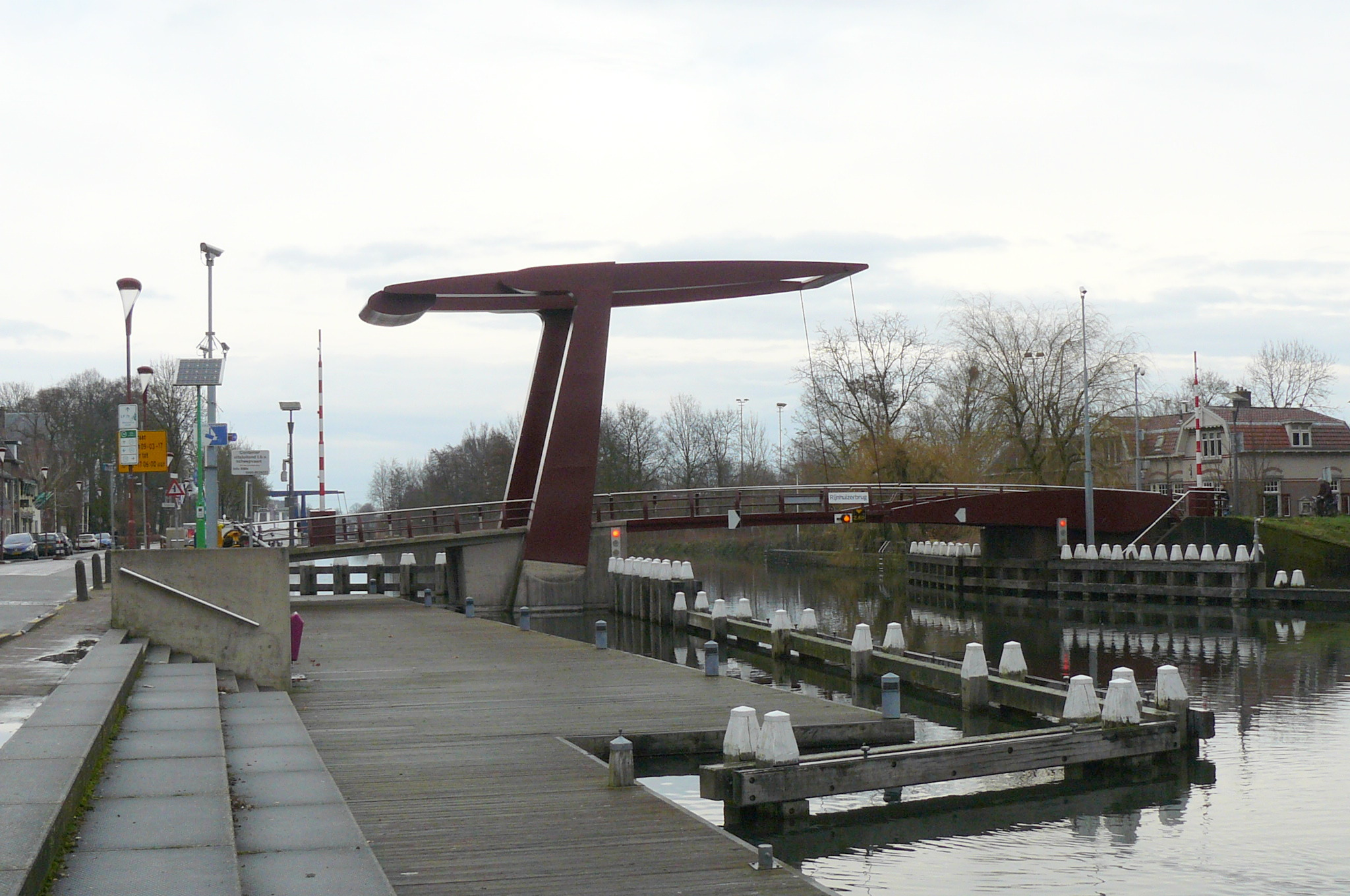
De Rijnhuizerbrug over de Vaartsche Rijn in Jutphaas.

Jutphaas is een voormalig dorp en voormalige gemeente in de Nederlandse provincie Utrecht. Sinds 1 juli 1971 maakt het deel uit van de gemeente Nieuwegein, die ontstond uit samenvoeging van de gemeenten Jutphaas en Vreeswijk.

## Gemeentelijke herindelingen
De gemeente werd op 1 januari 1812 gevormd uit de voormalige gerechten Overeind van Jutphaas, Nedereind van Jutphaas, Oudenrijn-Heikop, Papendorp, Galekop, 't Gein, Rijnhuizen, Oost Raven (Hoog Raven en Laag Raven) en West Raven. Op 1 januari 1818 werd het grondgebied verkleind door de vorming van de nieuwe gemeenten Oudenrijn en Tolsteeg. Aan de laatste gemeente werden Oost Raven en West Raven afgestaan. Op 1 augustus 1823 werd de gemeente Tolsteeg opgeheven en werden Oost Raven en West Raven weer bij Jutphaas gevoegd. Na de aanleg van het Merwedekanaal werd dit kanaal in 1896 de grens met Utrecht. Hierdoor kwam het gebied van de latere Rivierenwijk bij Utrecht. Per 1 januari 1954 werd ook Hoograven bij Utrecht gevoegd en werd de A12 de grens.
Op 1 juli 1971 werd de gemeente samengevoegd met het zuidelijker gelegen Vreeswijk om de gemeente en groeiplaats Nieuwegein te vormen. De fusie werd vanuit Jutphaas begeleid door burgemeester Theodore baron de Smeth van Deurne (1919-1988), telg uit het geslacht De Smeth en laatste kasteelheer op het Groot Kasteel te Deurne (1929-1949).
Anno 2005 is Jutphaas onderdeel van de Nieuwegeinse wijk Jutphaas-Wijkersloot en voor een deel van de wijk Zuilenstein. Het oude Jutphaas is vooral geconcentreerd langs het Merwedekanaal (Herenstraat) en in mindere mate langs de Nedereindseweg.

## Geschiedenis
Wanneer Jutphaas is ontstaan, is niet precies bekend; de eerste melding van het dorp stamt echter uit 1165 als Iudifax. De betekenis van de naam is onzeker. Het dorp is ontstaan rond het Kerkveld aan de Nedereindseweg, zo'n 600 meter ten westen van de Herenstraat. Tot de 17e eeuw was Jutphaas een dorp met weinig geconcentreerde bebouwing. In Jutphaas bevindt zich het Kasteel Rijnhuizen.
In 1680 brak er een grote brand uit en probeerden de bewoners een molenkop te redden uit de vuurzee. De molenkop viel echter van de wagen af. Sindsdien waren de bewoners bekend onder de bijnaam de Molenkruiers. De benaming de Molenkruier leeft voort in het huis-aan-huisblad. Vanaf de 17e eeuw ontstond er lintbebouwing langs de toenmalige Vaartsche Rijn (Herenstraat). De gemeente Jutphaas ontstond in 1812. In 1820 werd bij Jutphaas als onderdeel van de Nieuwe Hollandse Waterlinie het Fort Jutphaas gebouwd.
Langs de Vaartsche Rijn, die later grotendeels zou worden verbreed tot het Merwedekanaal, ontwikkelden zich op het grondgebied van de gemeente Jutphaas de lintbebouwing van Hoog, Laag en West Raven. Een groot deel van dit noordelijke stuk van de gemeente zou later toegevoegd worden aan de gemeente Utrecht. Hoograven, waarvan het deel Oud Hoograven door de gemeente Jutphaas gebouwd werd, is een wijk van Utrecht geworden. Westraven, een bedrijventerrein op de zuidpunt van het Kanaleneiland, hoort eveneens bij die stad, terwijl Laagraven, een industrieterrein, bij Jutphaas en later Nieuwegein gebleven is.
Het Zwaard van Jutphaas (een op een zwaard gelijkend bronzen prestigeobject uit de bronstijd met een datering van circa 1800 - 1500 v.Chr.) werd rond 1947 gevonden tijdens baggerwerkzaamheden voor een haven in De Liesbosch.
In het begin van de 20ste eeuw stond in Jutphaas de Persil fabriek.

## Geboren in Jutphaas
- Pieter van Empelen (1943-2017), pianist, acteur, tekstschrijver, regisseur
- Nico Uppelschoten (1944), politicus (PVV)
- Piet Schrijvers (1946-2022), voetballer en voetbaltrainer
- Ellie Hahn (1950), beeldhouwer
- Coert van Ee (1954-2020), politicus en burgemeester (CDA)
- Véronique Renard (1965), auteur
- Jasper van Dijk (1971), politicus (SP)

## Begraven
In Jutphaas bevindt zich het familiegraf van een deel van de Nederlandse tak van het geslacht De Geer. Oud-minister-president Dirk-Jan de Geer (1870-1960) is hier begraven.